# Lizette Pålsson
Carina Lizette Pålsson Sälling, född Pålsson den 8 mars 1967, är en svensk lärare. Hon var tidigare skådespelerska och sångerska.

## Karriär
Efter avslutade studier på Adolf Fredriks musikskola började Lizette Pålsson 1987 arbeta med Lasse Berghagen i en krogshow på Trädgår'n i Göteborg.  Tillsammans med dåvarande pojkvännen Peter Jöback, Andreas Lundstedt och Lisa Nilsson var hon under två år medlem i showgruppen Stage Four. Gruppen upplöstes när Lisa Nilsson fick skivkontrakt med Oskar Ericsson Sound. År 1990 och 1992 deltog Pålsson i Melodifestivalen. År 1990 hette låten Sången över havet, och slutade på sjätte plats, medan hon 1992 deltog med Som om himlen brann, som kom på andra plats. Hon var erbjuden att sjunga ”Anropar försvunnen” 2000 och skickade även in ett bidrag 1991 skrivet av Anders Dannvik, ”Tid och evighet” men som blev refuserad även så ”Running for love” 2006. År 1994-1995 turnerade hon med Pernilla Wahlgren, Peter Jöback och Karl Dyall med showen Musical Express. Hon spelade 1994 in albumet Resan Till Sagoland med nyskrivna sånger för barn. Hon släppte albumet Fine by me 1998 och fick vara uppvärmare åt John Fogerty. I TV-programmet Alla tiders melodifestival 2005 uppträdde Lizette Pålsson tillsammans med Annika Ljungberg från Rednex och Sara Nordenberg under namnet Lynx. 2006 bildade hon tillsammans med Lisa Börjesson och Sara Borch gruppen All Roses. Som skådespelerska har Pålsson medverkat i farserna Spanska flugan 1997 och Charleys Tant 1999 på Intiman. Hon har även medverkat i Ingmarsspelen i Nås i Dalarna. Pålsson gjorde de svenska rösterna till Mimmi Pigg och Askungen
Pålsson befann sig i Thailand vid tiden för jordbävningen i Indiska oceanen 2004. Hennes upplevelser fick henne att byta yrkesbana och istället utbilda sig till låg- och mellanstadielärare vid Stockholms universitet. Pålsson är gift och har tre barn. Två av barnen, dottern Dominique och sonen Leon, är också röstskådespelare.

## Diskografi
- Lizette 1990
- Som om himlen brann 1992
- Precious Love 1992
- Resan till Sagoland 1994
- Fine by me 1998

## Singlar
- Grönt regn och rosa moln/Puhs hus 1989
- Balladen till Sverige 1989
- Sången över havet 1990
- Two Hearts (Are Falling in Love)/Promo 1990
- Don't Leave me here Without you 1990
- Som om himlen brann/I Always Fall in Love 1992
- En framtid åt vår värld/Ton blå 1993
- Svävar/Svag var din vilja 1993
- You could be the one 1998
- Stand by your Dream 1998
- Into my Eyes/Magic Genie 1998
- Fine by me 1998

## Filmografi
| Lista över roller | Lista över roller                                    | Lista över roller                                             |
| År                | Film/Serie                                           | Roll                                                          |
| ----------------- | ---------------------------------------------------- | ------------------------------------------------------------- |
| 1981              | Postis Per                                           | Diverse röster                                                |
| 1983              | Trillingarna                                         | Teresa, Skolelev, Mus                                         |
| 1985              | Bumbibjörnarna                                       | Bibi (säsong 4-6)                                             |
| 1988              | Min granne Totoro                                    | Mamma Kusakabe                                                |
| 1989              | Kikis expressbud                                     | Kettos mamma, Radiokvinna, Kvinna, diverse röster             |
| 1989              | Änglahund                                            | Sång                                                          |
| 1992              | Fern Gully - Den sista regnskogen                    | Crysta                                                        |
| 1997              | Pepper Ann                                           | Diverse röster                                                |
| 1998              | Ett småkryps liv                                     | Prinsessan Atta                                               |
| 1998              | Joe - jättegorillan                                  | Jill Young                                                    |
| 1999              | Tweenies                                             | Fizz, titelsång                                               |
| 2000              | Den lilla sjöjungfrun II – Havets hemlighet          | Diverse röster                                                |
| 2000              | En extremt långbent film                             | Flicka i basker                                               |
| 2001              | CUBIX                                                | Diverse röster                                                |
| 2001              | Hos Musse                                            | Mimmi Pigg, Snövit, Ariel, Askungen                           |
| 2001              | Life with Boys                                       | Diverse röster                                                |
| 2001              | Lloyd i rymden                                       | Diverse röster                                                |
| 2001              | Monsters, Inc.                                       | Diverse röster                                                |
| 2001              | Musse Piggs magiska jul - Julfest hos Musse          | Mimmi Pigg                                                    |
| 2001              | Lady och Lufsen II: Ludde på äventyr                 | Lady (sång)                                                   |
| 2002              | Askungen II - Drömmen slår in                        | Askungen                                                      |
| 2002              | Hos skurkarna                                        | Mimmi Pigg                                                    |
| 2002              | Peter Pan i Tillbaka till Landet Ingenstans          | Diverse röster                                                |
| 2002              | Spirit - Hästen från vildmarken                      | Diverse röster                                                |
| 2003              | Jesus och Josefine                                   | Maria                                                         |
| 2003              | Kaleido Star                                         | Sångerska                                                     |
| 2003              | Alla älskar Musse                                    | Mimmi Pigg                                                    |
| 2003              | De 101 dalmatinerna II - Tuffs äventyr i London      | Diverse röster                                                |
| 2004              | Johnny och Johanna                                   | Trude                                                         |
| 2004              | Det levande slottet                                  | Fru Hatter, Diverse röster                                    |
| 2004              | Mulan 2                                              | Su (sång)                                                     |
| 2004              | Musse, Kalle och Långben: De tre musketörerna        | Mimmi Pigg                                                    |
| 2004              | Musses jul i Ankeborg                                | Mimmi Pigg                                                    |
| 2005              | Fullt hus igen                                       | Sarina                                                        |
| 2005              | Kirikou och vilddjuren                               | Diverse röster                                                |
| 2005              | Lassie                                               | Mamma                                                         |
| 2005              | Lilla kycklingen                                     | Diverse röster                                                |
| 2005              | Wallace & Gromit: Varulvskaninens förbannelse        | Diverse röster                                                |
| 2006              | Den fabulöst festliga farmen                         | Nina                                                          |
| 2006              | Musses klubbhus                                      | Mimmi Pigg, titelsång                                         |
| 2006              | Pinsamheter                                          | Glenda, Kvinna (avsnitt 8)                                    |
| 2006              | Arthur och minimojerna                               | Mamma                                                         |
| 2006              | Musses klubbhus - Musse räddar jultomten             | Mimmi Pigg                                                    |
| 2006              | Musses klubbhus - Musses stora klubbhusjakt          | Mimmi Pigg                                                    |
| 2006              | Barbie och de 12 dansande prinsessorna               | Delia, sång                                                   |
| 2006              | Bondgården                                           | Etta, diverse röster                                          |
| 2006              | Bratz Babyz - The Movie                              | Yasmin, Matte                                                 |
| 2006              | Micke och Molle 2                                    | Dixie                                                         |
| 2007              | Askungen 3 - Det magiska trollspöet                  | Askungen                                                      |
| 2007              | Bee Movie                                            | Trudy                                                         |
| 2008              | Fågelvägen 3                                         | Mamma Hjärtsmyg, Mamma Mus, Kvinnlig mask, Kolibri, Bandfågel |
| 2008              | True Jackson                                         | Amanda                                                        |
| 2008              | Bratz Girls Really Rock                              | Yasmin, diverse röster                                        |
| 2008              | Bratz Pampered Petz - Husdjurstrubbel                | Yasmin, Celia, Kvinna                                         |
| 2008              | Bratz Super Babyz                                    | Yasmin                                                        |
| 2008              | Disco-daggarna                                       | Dagslända                                                     |
| 2009              | Arthur och Maltazard                                 | Mamma                                                         |
| 2009              | Musses klubbhus - Musse i Underlandet                | Mimmi Pigg                                                    |
| 2009              | Santa Buddies - Julkul med valpgänget                | Diverse röster                                                |
| 2010              | My Little Pony: Vänskap är magisk                    | Fluttershy, Diamond Tiara, Cozy Glow                          |
| 2010              | Arthur och de två världarna                          | Mamma                                                         |
| 2010              | Nanny McPhee och den magiska skrällen                | Fröken Turvey (i trailern)                                    |
| 2011              | Nils Holgerssons underbara resa                      | Stina                                                         |
| 2011              | Arthur och julklappsrushen                           | Bryony Shelfley                                               |
| 2012              | ParaNorman                                           | Diverse röster                                                |
| 2013              | My Little Pony: Equestria Girls                      | Fluttershy                                                    |
| 2014              | My Little Pony: Equestria Girls - Rainbow Rocks      | Fluttershy                                                    |
| 2015              | My Little Pony: Equestria Girls - Friendship Games   | Fluttershy                                                    |
| 2015              | Hotell Transylvanien 2                               | Linda Loughran                                                |
| 2016              | My Little Pony: Equestria Girls - Legend of Everfree | Fluttershy                                                    |
| 2017              | My Little Pony: The Movie                            | Fluttershy                                                    |
| 2017              | Coco                                                 | Tant Rosita                                                   |
| 2018              | Röjar-Ralf kraschar internet                         | Askungen                                                      |

## Teater

### Roller (ej komplett)
| År   | Roll          | Produktion                                 | Regi             | Teater     |
| ---- | ------------- | ------------------------------------------ | ---------------- | ---------- |
| 1997 | Eva Slotte    | Spanska flugan Franz Arnold och Ernst Bach | Thomas Ryberger  | Intiman    |
| 1999 | Amy Spettigue | Charleys tant Brandon Thomas               | Thomas Ryberger  | Intiman    |
| 2002 |               | Pippi Långstrump Astrid Lindgren           | Staffan Götestam | Göta Lejon |